# Marilyn Manson
Marilyn Manson, właśc. Brian Hugh Warner (ur. 5 stycznia 1969 w Canton) – amerykański piosenkarz, lider i wokalista zespołu Marilyn Manson, malarz.
Uznawany za skandalistę, był tematem wielu kontrowersji, szczególnie pod koniec lat 90. XX wieku. Znany z prowokujących tekstów, kontrowersyjnego wizerunku i zachowania.
W 2006 został sklasyfikowany na 44. miejscu listy „100 najlepszych wokalistów metalowych wszech czasów” według Hit Parader, w 2009 został sklasyfikowany na 19. miejscu listy „50 najlepszych heavymetalowych frontmanów wszech czasów” według Roadrunner Records, a w 2011 został sklasyfikowany na 30. miejscu listy „50 największych współcześnie gwiazd rocka” według Kerrang.

## Życiorys

### Wczesne lata
Urodził się w Canton w stanie Ohio. Jest synem Hugh Warnera i Barbary Wyer – katolika i episkopalianki. Według autobiografii artysty pt. Trudna droga z piekła, jest pochodzenia angielsko-niemiecko-polskiego (wspomina m.in. o obrazie św. Jana Pawła II wiszącym w kuchni, jako dowód jego polskiego dziedzictwa). Uczęszczał do katolickiej szkoły, której rygory całkowicie mu nie odpowiadały. Po ukończeniu nauki w liceum Glen Oak, wraz z rodziną przeprowadził się do Fort Lauderdale na Florydzie.

### Muzyka
Na studiach został dziennikarzem muzycznym dla lokalnego magazynu. W 1989 przyjął pseudonim Marilyn Manson (połączenie Marilyn Monroe i Charlesa Mansona) i założył zespół Marilyn Manson and the Spooky Kids, w skład którego weszli oprócz niego: Brian Tutunick (gitara basowa), Scott Putesky (gitara) oraz Perry Pandrea (keyboard). Zespół nie miał perkusisty, używał automatu perkusyjnego. Wkrótce nazwę zespołu skrócono do „Marilyn Manson”.

### Kontrowersje
W kwietniu 1999 doszło do strzelaniny w szkole w Columbine, w której dwóch kilkunastoletnich uczniów zastrzeliło kilkanaście przypadkowych osób, potem popełniając samobójstwo. Według relacji psychologów sądowych, do zbrodni zmotywowała ich twórczość Mansona, co spowodowało ostre ataki na zespół. Jakiś czas po tragedii okazało się, że nastolatkowie wcale nie słuchali muzyki Marilyna Mansona, nie zmieniło to jednak stosunku publiki do artysty.

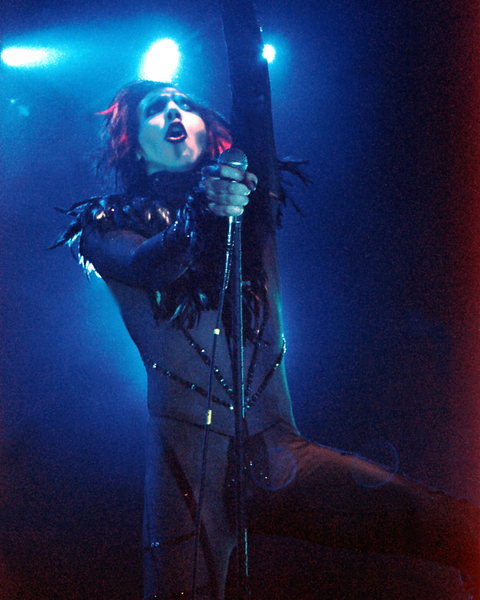
Marilyn Manson (1998)

## Życie prywatne
3 grudnia 2005, po prawie siedmiu latach znajomości, poślubił modelkę i aktorkę Ditę Von Teese, której był fanem przez wiele lat. Ceremonia odbyła się w Kilsheelan, w hrabstwie Tipperary w Irlandii – w zamku należącym do przyjaciela młodej pary, artysty Gottfrieda Helnweina, i wbrew zapowiedziom prasy, obeszło się bez skandalu. Ceremonia utrzymana była w stylu wiktoriańskim, a ślubu udzielił przyjaciel muzyka, reżyser i twórca komiksów Alejandro Jodorowsky. Wśród gości weselnych znalazło się blisko sześćdziesiąt osób, wśród nich m.in. Lisa Marie Presley i Eric Szmanda. 30 grudnia 2006 Von Teese złożyła wniosek o rozwód, ze względu na „niemożliwe do poprawy różnice” dzielące ją i Mansona. Do rozpadu małżeństwa doszło prawie rok później, 27 grudnia 2007 w Los Angeles Superior Court.
Wcześniej był zaręczony z aktorką Rose McGowan. Spotykał się także z Traci Lords, Jenną Jameson i Melissą Romero, z którą związek opisał w autobiografii Trudna droga z piekła. Pod koniec 2008 rozstał się z aktorką Evan Rachel Wood, z którą był związany od października 2006. Evan zagrała w teledysku jego grupy do utworu Heart-Shaped Glasses (When the Heart Guides the Hand). W styczniu 2010 para ogłosiła zaręczyny, które jednak zostały odwołane kilka miesięcy później. W 2020 po kilku latach związku wziął ślub z fotografką Lindsay Usich, o czym w wywiadzie poinformował aktor Nicolas Cage. Jest ojcem chrzestnym córki aktora Johnny’ego Deppa Lily-Rose Depp.
Znany jest z antychrześcijańskiego wizerunku. W wystąpieniach publicznych rwał i palił Biblię, mimo to nie określa siebie ateistą. Jest honorowym kapłanem Kościoła Szatana, największej organizacji satanistycznej na świecie. Nie praktykuje jednak, ani nie pełni swej funkcji, uznając przyznane mu stanowisko za oznakę szacunku ze strony założyciela Antona Szandora LaVeya.

## Film
Stworzył ścieżki dźwiękowe do kilku filmów. Napisane i wykonane przez niego utwory wybrzmiały w produkcjach, takich jak Zagubiona autostrada, Matrix, Z piekła rodem, To nie jest kolejna komedia dla kretynów czy Księga cieni: Blair Witch 2. Jest także autorem podkładu muzycznego do thrillera sci-fi Resident Evil. Jego cover piosenki Sweet dreams (oryg. Eurythmics) występuje również w filmie: Dom na przeklętym wzgórzu czy też w Gamerze. W 2002 brał udział w tworzeniu soundtracku do horroru Królowa potępionych. Trzy lata później jeden z utworów Mansona, Irresponsible Hate Anthem, znalazł się na ścieżce dźwiękowej filmu Piła II. Przygotował również cover piosenki This is Halloween (oryg. Danny Elfman), jako dodatek do ścieżki dźwiękowej z filmu Miasteczko Halloween w reżyserii Henry’ego Selicka.
Związek Mansona z filmem to również aktorstwo i reżyseria. Pierwszy raz pojawił się epizodycznie w 1997 w Zagubionej autostradzie Davida Lyncha, grając aktora filmów pornograficznych. Rok później zagrał kolejny epizod w filmie Cukiereczek. Pojawił się też w krótkometrażowym filmie The Hire: Beat the Devil, u boku Gary’ego Oldmana i Jamesa Browna. W 2003 zagrał w filmie Party Monster, zaraz po tym pojawił się w filmie Asi Argento The Heart is Deceitful Above All Things. Na 2005 planował rolę w filmie Living Neon Dreams. Natomiast jednym z jego najważniejszych występów był gościnny udział w filmie Michaela Moore’a Zabawy z bronią.
Wyreżyserował własny film pt. Doppelherz, który był dołączany jako dodatek do albumu The Golden Age of Grotesque. Jest także współreżyserem teledysków własnej grupy. Realizuje swój pełnometrażowy debiut reżyserski; jego film Phantasmagoria: The Visions of Lewis Carroll to horror psychologiczny, który ma opowiadać o życiu pisarza Lewisa Carrolla. Producent zadecydował o zerwaniu prac nad filmem po zaprezentowaniu przez Mansona trailera filmu.
W 2013 pojawił się gościnnie w dwóch odcinkach sezonu 6 serialu Californication. W 2014 wystąpił w siódmym sezonie serialu Synowie Anarchii, jako Ron Tully, przywódca gangu współczesnych amerykańskich nazistów. W 2020 pojawił się gościnnie w serialu Nowy papież.

## Malarstwo
Maluje akwarele. Pierwsza wystawa jego prac, zatytułowana The Golden Age of Grotesque, odbyła się w dniach 13–14 września 2002 w Los Angeles. Następne trzy wystawy odbyły się w kwietniu 2003, w ramach pokazów artystycznych Grotesque Burlesque w Berlinie, Paryżu i Londynie. We wrześniu 2004, w Paryżu i w Berlinie, odbyły się dwie kolejne wystawy, zatytułowane Trismegistus. Wiele z jego obrazów zostało sprzedanych za znaczne sumy, a ich nabywcami zostali między innymi Jack Osbourne, Dave Navarro, Andy Dick.
W 2002 zaprzyjaźnił się z Gottfriedem Helnweinem, co zaowocowało współpracą przy serii zdjęć i dekoracji scenicznej dla albumu The Golden Age of Grotesque i trasy Grotesque Burlesque.
W lipcu 2010 w Wiedniu w Kunsthalle zaprezentowano wystawę 20 obrazów Mansona pod tytułem „Genealogies of Pain”.

## Dyskografia
Gościnnie

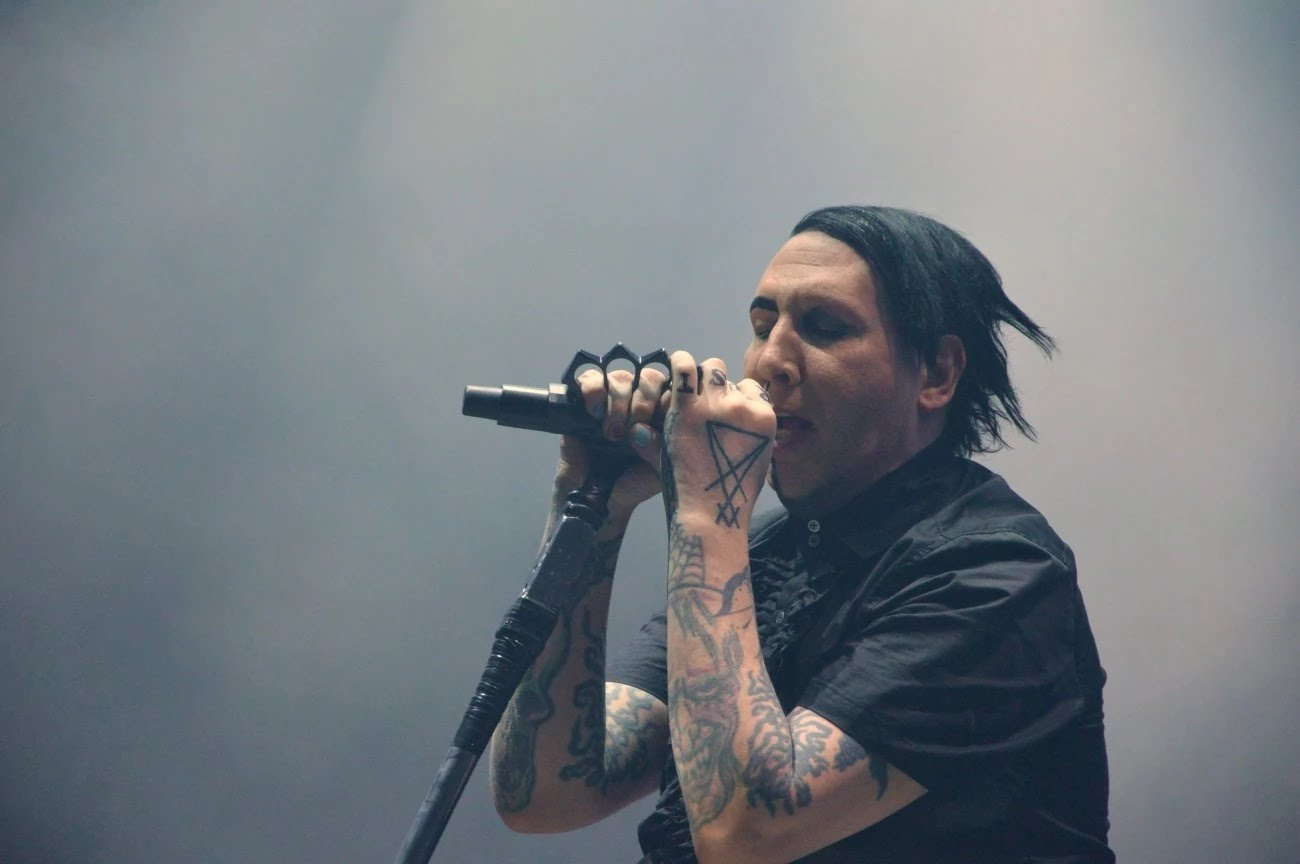
Marilyn Manson podczas koncertu w Warszawie (2018)

- DMX – „The Omen” (feat. Marilyn Manson) – Flesh of My Flesh, Blood of My Blood (1998)
- Eminem – „The Way I Am” (Danny Lohner Remix) (feat. Marilyn Manson) – The Marshall Mathers LP (2000)
- gODHEAD – „Break You Down” (feat. Marilyn Manson) – 2000 Years of Human Error (2001)
- Maven – „Hard On For Love” (feat. Marilyn Manson) (2001)
- Lady Gaga – „LoveGame (Chew Fu Ghettohouse Fix)” (feat. Marilyn Manson) – The Remix (2009)
- Skylar Grey – „Can’t Haunt Me” (feat. Marilyn Manson) – Invinsible (2012)
- Avril Lavigne – „Bad Girl” (feat. Marilyn Manson) – Avril Lavigne (2013)
- Falling in Reverse –  "God Is A Weapon" (feat. Marilyn Manson) (2025)

## Publikacje
- Marilyn Manson, Neil Strauss, Trudna droga z piekła (The Long Hard Road out of Hell), ReganBooks, 1998, ISBN 978-0-06-039258-1.
- Marilyn Manson, Chuck Weiner, Marilyn Manson ‘Talking’: Marilyn Manson in his own words, Omnibus, 2004, ISBN 978-1-84449-419-4.
- Marilyn Manson, David Lynch, Genealogies of Pain, Moderne Kunst Nürnberg, 2011, ISBN 978-3-86984-129-8.

## Filmografia
| Rok  | Tytuł                                     | Rola                       | Uwagi                                                                             | Źródło |
| ---- | ----------------------------------------- | -------------------------- | --------------------------------------------------------------------------------- | ------ |
| 1996 | „Anti-Christ Superstar”                   | jako Anti-Christ Superstar | horror krótkometrażowy; reżyseria: E. Elias Merhige                               | [ 14 ] |
| 1997 | „Zagubiona autostrada”                    | jako Porn Star #1          | dramat; reżyseria: David Lynch                                                    | [ 15 ] |
| 1999 | „Cukiereczek” („Jawbreaker”)              | jako The Stranger          | komedia; reżyseria: Darren Stein                                                  | [ 16 ] |
| 2003 | „Party Monster”                           | jako Christina             | dramat biograficzny, reżyseria: Fenton Bailey, Randy Barbato                      | [ 17 ] |
| 2004 | „The Heart Is Deceitful Above All Things” | jako Jackson               | dramat; reżyseria: Asia Argento                                                   | [ 18 ] |
| 2007 | „Zemsta po śmierci”                       | jako Barman                | horror; reżyseria: Sebastian Gutierrez                                            | [ 19 ] |
| 2010 | „Tim and Eric Awesome Show, Great Job!”   | jako The Dark Man          | odcinek pt. „Crows”; program telewizyjny; reżyseria: Tim Heidecker, Eric Wareheim | [ 20 ] |
| 2011 | „The Soup”                                | jako Judah Friedlander     | program telewizyjny                                                               | [ 21 ] |
| 2012 | „Wrong Cops: Chapter 1”                   | jako David Dolores Frank   | komedia krótkometrażowa; reżyseria: Quentin Dupieux                               | [ 22 ] |
| 2013 | „Złe gliny”                               | jako David Dolores Frank   | komedia; reżyseria: Quentin Dupieux                                               | [ 23 ] |
| 2013 | „Mogło być gorzej”                        | jako Roller Rink Server    | program telewizyjny                                                               | [ 24 ] |
| 2013 | „Dawno, dawno temu”                       | jako The Shadow            | program telewizyjny                                                               | [ 25 ] |
| 2013 | „Californication”                         | jako on sam                | serial; sezon 6 odcinek 7 i 12                                                    | [ 26 ] |
| 2014 | Synowie Anarchii                          | jako Ron Tully             | serial, sezon 7                                                                   |        |